# Huam-dong
Huam-dong (koreanska: 후암동) är en stadsdel i stadsdistriktet Yongsan-gu i Sydkoreas huvudstad Seoul.